# Apetaenus littorea
Apetaenus littorea är en tvåvingeart som först beskrevs av Frederick Wollaston Hutton 1902.  Apetaenus littorea ingår i släktet Apetaenus och familjen Canacidae. Inga underarter finns listade i Catalogue of Life.